# Night Passage
Night Passage (Brasil: A Passagem da Noite ) é um filme estadunidense de 1957 do gênero faroeste, dirigido por James Neilson e estrelado por  James Stewart e Audie Murphy.